# Через дві весни
«Через дві весни» — радянський художній фільм 1985 року, знятий режисером Тинчиликом Раззаковим на кіностудії «Киргизфільм».

## Сюжет
Герой фільму — чесний сільський хлопець Турсун — прагне до самостійного життя. Всім своїм вчинком герой доводить свою принциповість, достатню зрілість, щоб самому вирішувати свою долю.

## У ролях
- Бакен Кидикєєва — головна роль
- Жоробек Аралбаєв — головна роль
- Джамбул Худайбергенов — головна роль
- Дінара Мамитова — головна роль
- Райхан Айткожанова — Асель
- Мухтар Бахтигерєєв — Убалій
- Канат Джумадилов — Апиш

## Знімальна група
- Режисер — Тинчилик Раззаков
- Сценаристи — Леонід Дядюченко, Геннадій Базаров
- Оператор — Марлест Туратбеков
- Композитор — Віктор Сумароков